# Данкан Кіт
Данкан Кіт (англ. Duncan Keith; 16 липня 1983, Вінніпег, Канада) — канадський хокеїст, захисник.
Вихованець хокейної школи «Пентіктор МХА». Виступав за Університет штату Мічиган (NCAA), «Келоуна Рокетс» (ЗХЛ), «Норфолк Адміралс» (АХЛ), «Чикаго Блекгокс», «Едмонтон Ойлерз».
В чемпіонатах НХЛ — 766 матчів (75+340), у турнірах Кубка Стенлі — 110 матчів (14+58).
У складі національної збірної Канади учасник зимових Олімпійських ігор 2010 і 2014 (13 матчів, 0+7), учасник чемпіонатів світу 2008 і 2012 (17 матчів, 1+12). 
Досягнення
- Олімпійський чемпіон (2010, 2014)
- Срібний призер чемпіонату світу (2008)
- Володар Кубка Стенлі (2010, 2013, 2015)
- Чемпіон ЗХЛ (2003)
- Учасник матчу всіх зірок НХЛ (2008, 2011, 2015)

Нагороди
- Пам'ятний трофей Джеймса Норріса (2010, 2014)
- Трофей Конна Смайта (2015)